# 2019 High-five Of Teenagers
"2019 High-five Of Teenagers""는 그룹 H.O.T.의 여섯번째 콘서트 투어이다.

## 개요
2019년 6월 26일, H.O.T. 공식 인스타그램은 H.O.T.의 여섯번째 단독 콘서트 티저 영상을 공개하였고 뒤이어 콘서트의 포스터와 예매 일정이 공개, 7월 2일 정오에 옥션티켓을 통해 일반 예매가 개시되었다. 3일간 60,000여명의 누적 관객을 동원하며 성황리에 마무리되었다.

## 투어 일정
| 일정            | 도시 | 국가     | 장소         | 관객 수       |
| --------------- | ---- | -------- | ------------ | ------------- |
| 2019년 9월 20일 | 서울 | 대한민국 | 고척스카이돔 | 통산 50,000명 |
| 2019년 9월 21일 | 서울 | 대한민국 | 고척스카이돔 | 통산 50,000명 |
| 2019년 9월 22일 | 서울 | 대한민국 | 고척스카이돔 | 통산 50,000명 |

## 세트 리스트
- Opening VCR -
- 아이야 (I Yah!)
- 전사의 후예 (폭력시대)
- 늑대와 양 (Wolf & Sheep)
- 투지 (Git It Up!)

- Ment -
- The Way That You Like Me
- 환희 (It's Been Raining Since You Left Me)
- 열맞춰 (Line Up!)

- VCR #2 -
- Top Star (토니 안 Solo)
- 스물 셋 (My Life) (강타 Solo)
- 내 이름을 불러줘 (이재원 Solo)
- You Got Gun (이재원 Solo)

- VCR #3 -
- Weekand (장우혁 Solo)
- Stay (장우혁 Solo)

- VCR #4 -
- 문희준 요일별 솔로곡

1. OP.T (Operation Takeover)20일
2. Drug21일
3. 기억이란 작은 마을22일

- VCR #5 -
- 너와 나 (You& I)
- Do Or Die

- Ment -
- 널 사랑한 만큼
- Outside Castle

- Ment -
- We Are The Future

- VCR #6 -
- 빛 (Hope)
- Candy

- Ment -
- 그래 그렇게 (We Can Do It)
- 행복 (Full Of Happiness)

- Encore -
- Go! H.O.T.!
- 빛 (Hope)
- 우리들의 맹세 (The Promise Of H.O.T.)

## 특이사항 및 에피소드
- 앞서 개최된 '"2018 FOREVER 'High-five Of Teenager' CONCERT'에 이어 H.O.T.의 상표권자인 SM엔터테인먼트의 전 대표이사 김경욱과의 상표권 분쟁이 합의점을 찾지 못함에 따라 'H.O.T.'가 아닌 'High-five Of Teenagers'라는 명칭으로 콘서트를 진행하였다.

## 제작
- 주최, 기획 : 솔트 이노베이션
- 후원 : 옥션